# Lijst van voetbalinterlands Costa Rica - Venezuela
Deze lijst van voetbalinterlands is een overzicht van alle officiële voetbalwedstrijden tussen de nationale teams van Costa Rica en Venezuela. De landen speelden tot op heden veertien keer tegen elkaar. De eerste ontmoeting, een vriendschappelijke wedstrijd, werd gespeeld in Panama-Stad op 20 februari 1938. Het laatste duel, eveneens een vriendschappelijke wedstrijd, vond plaats op 27 mei 2016 in San José.

## Wedstrijden
| №  | Plaats         | Datum            | Competitie        | Wedstrijd              | Uitslag |
| -- | -------------- | ---------------- | ----------------- | ---------------------- | ------- |
| 1  | Panama-Stad    | 20 februari 1938 | Vriendschappelijk | Venezuela – Costa Rica | 0 – 3   |
| 2  | Barranquilla   | 14 december 1946 | Vriendschappelijk | Costa Rica – Venezuela | 4 – 3   |
| 3  | Mérida         | 1 juli 1980      | Vriendschappelijk | Venezuela − Costa Rica | 2 − 0   |
| 4  | Valera         | 5 juli 1980      | Vriendschappelijk | Venezuela − Costa Rica | 1 − 1   |
| 5  | Barinas        | 2 oktober 1996   | Vriendschappelijk | Venezuela – Costa Rica | 2 – 0   |
| 6  | Heredia        | 19 februari 1997 | Vriendschappelijk | Costa Rica – Venezuela | 5 – 2   |
| 7  | Alajuela       | 10 augustus 2000 | Vriendschappelijk | Costa Rica – Venezuela | 1 – 5   |
| 8  | Alajuela       | 19 april 2001    | Vriendschappelijk | Costa Rica – Venezuela | 2 – 2   |
| 9  | San Cristobal  | 13 mei 2009      | Vriendschappelijk | Venezuela – Costa Rica | 1 – 1   |
| 10 | San José       | 27 juni 2009     | Vriendschappelijk | Costa Rica – Venezuela | 1 – 0   |
| 11 | Puerto La Cruz | 9 februari 2011  | Vriendschappelijk | Venezuela – Costa Rica | 2 – 2   |
| 12 | Barquisimeto   | 22 december 2011 | Vriendschappelijk | Venezuela – Costa Rica | 0 – 2   |
| 13 | Barinas        | 2 februari 2016  | Vriendschappelijk | Venezuela − Costa Rica | 1 − 0   |
| 14 | San José       | 27 mei 2016      | Vriendschappelijk | Costa Rica − Venezuela | 2 − 1   |

## Samenvatting
| Competitie        | Totaal gespeeld | Winst Costa Rica | Gelijk | Winst Venezuela | Doelsaldo Costa Rica – Venezuela |
| ----------------- | --------------- | ---------------- | ------ | --------------- | -------------------------------- |
| Vriendschappelijk | 14              | 6                | 4      | 4               | 24 − 21                          |
| Totaal            | 14              | 6                | 4      | 4               | 24 − 21                          |

Wedstrijden bepaald door strafschoppen worden, in lijn met de FIFA, als een gelijkspel gerekend.

## Details

### Eerste ontmoeting
| Vriendschappelijk (Panama-Stad, Panama, 20 februari 1938): |              | |
| Costa Rica | 3 – 0        | Venezuela |
| José Antonio Hütt ??' Hernán Bolaños ??' Óscar Bolaños ??' | goals        | |
| Ricardo Saprissa | bondscoach   | Vittorio Godigna |
| Mario Jones Enrique Lizano Guillermo Elizondo Jesús Rojas Rodolfo Muñoz Santiago Bonilla Hernán Bolaños Jorge Quesada José Antonio Hütt José Antonio Verdesia Óscar Bolaños | opstellingen | José Luis Candiales Francisco Ravard Teodardo Marcano Mauricio Corao Nicasio Camero Alberto Castillo Carlos Feo Fernando Ríos Reinaldo Febres Félix Ochoa Leopoldo Márquez |

### Tweede ontmoeting
| Vriendschappelijk (Barranquilla, Colombia, 14 december 1946): |              | |
| Costa Rica | 4 – 2        | Venezuela |
| Jesús María Araya ??' Jesús María Araya ??' Walker Rodríguez ??' Jesús María Araya ??'                                                                            | goals        | 59' Ernesto Blanco 86' Andrés Sucre |
| Ricardo Saprissa | bondscoach   | Vlag van Venezuela 1930–1954 |
| Carlos Alvarado Edgar Silva Mario Masís Edgar Esquivel José Luis Rojas Mario Ruiz Jesús María Araya José Manuel Retana Manuel Vargas Oscar Mórux Walker Rodríguez | opstellingen | Miguel Sanabria Ernesto Blanco Hernán Mújica José María Ardila Nicasio Camero Manuel Leopoldo Pérez Nerio Seijas Andrés Sucre David Zamudio Germán Martínez Víctor García |

### Vijfde ontmoeting
| Vriendschappelijk (Barinas, Venezuela, 2 oktober 1996): |              | |
| Venezuela | 2 – 0        | Costa Rica |
| Juan Enrique García 19' Ruberth Morán 59' | goals        | |
| Rafael Santana | bondscoach   | Valdeir Vieira |
| Félix Golindano 46' David MacIntosh Leonardo González William González Luis Filosa 68' Sergio Hernández José Valenilla Félix Hernández Gerson Díaz Ruberth Morán 71' Juan Enrique García | opstellingen | Erick Lonnis Javier Delgado Rónald González Luis Marín 65' Alexánder Madrigal Mauricio Solís Oscar Ramírez 46' Mauricio Wright 68' Gérald Drummond Pablo Wanchope 46' Norman Gómez |
| José Pasciana 46' Jhonny Luceña 68' Rafael Castellín 71' | wissels      | 46' Wílmer López 65' Juan Arguedas 65' Víctor Badilla 68' Fárlem Ilama |

### Zesde ontmoeting
| Vriendschappelijk (Heredia, Costa Rica, 19 februari 1997): |              | |
| Costa Rica | 5 – 2        | Venezuela |
| Allan Oviedo 12' Rónald Chavez 45' Gérald Drummond 50' Luis Arnáez 57' Allan Oviedo 90'                                                                                | goals        | 29' Gerson Díaz 59' Oswaldo Palencia |
| Horacio Cordero | bondscoach   | Eduardo Barrero |
| Erick Lonnis Hárold Wallace 72' Austín Berry Rónald González Luis Marín Mauricio Solís Rónald Chavez Gérald Drummond 55' Allan Oviedo Benjamín Mayorga 65' Luis Arnáez | opstellingen | César Baena José Vallenilla Alexander Echenique John Medina Elvis Martínez Luis Ramos 65' Félix Hernández 46' Carlos Contreras 80' Jesús Rodríguez 85' Oswaldo Palencia Gerson Díaz |
| Norman Gómez 55' Joaquín Guillén 65' Mauricio Wright 72' | wissels      | 46' Rafael Castellín 65' Marcos Mathías 80' José Nabollán 85' Ruberth Morán |

### Zevende ontmoeting
| Vriendschappelijk (Alajuela, Costa Rica, 10 augustus 2000): |       | |
| Costa Rica                                                  | 1 – 5 | Venezuela                                                                                               |
| Raynor Robinson 14'                                         | goals | 2' Gabriel Urdaneta 5' José Manuel Rey 25' Gabriel Urdaneta 62' Fernando De Ornelas 88' Ronaldo Álvarez |
| - Debuut van Ricardo Páez voor Venezuela.                   |       | |

### Achtste ontmoeting
| Vriendschappelijk (Alajuela, Costa Rica, 19 april 2001): |              | |
| Costa Rica | 2 – 2        | Venezuela |
| Rolando Fonseca 36' Mínor Díaz 85' | goals        | 51' Alexander Rondón 87' (e.d.) Robert Arias |
| Alexandre Guimarães | bondscoach   | Richard Páez |
| Álvaro Mesén 46' Luis Marín Pablo Chinchilla Jervis Drummond Hárold Wallace 61' Carlos Castro 46' Rodrigo Cordero Mauricio Solís 61' Rolando Fonseca Hernán Medford Mínor Díaz | opstellingen | 46' Manuel Sanhouse José Vallenilla Rafael Mea Vitali José Manuel Rey Jorge Rojas Héctor González 46' Luis Vera 61' Miguel Mea Vitali 61' Giovanny Pérez Cristian Casseres 46' Alexis Chirinos |
| Léster Morgan 46' Róbert Arias 46' Gilberto Martínez 61' Michael Myers 61' | wissels      | 46' Rafael Dudamel 46' José Vera 46' Alexander Rondón 61' Leopoldo Jiménez 61' José Manuel Rey                                                                                                 |
| - Debuut van Héctor González voor Venezuela. |              | |

### Negende ontmoeting
| Vriendschappelijk (San Cristobal, Venezuela, 13 mei 2009): |              | |
| Venezuela | 1 – 1        | Costa Rica |
| José Manuel Velázquez 24' | goals        | 28' Warren Granados |
| César Farías | bondscoach   | Rodrigo Kenton |
| Rafael Romo 46' Grenddy Perozo José Manuel Velázquez José Yégüez Pedro Boada Francisco Flores 61' Giacomo di Giorgi 66' Marlon Fernández Louis Ángelo Peña Alexander Rondón 70' Juan Enrique García 82' | opstellingen | Daniel Cambronero Darío Delgado Freddy Fernández 90+3' Roberto Segura Cristian Oviedo 65' Jorge Gatgens Óscar Esteban Granados Pablo Herrera 84' Warren Granados 90+5' Marco Ureña 65' Mario Camacho |
| Leo Morales 46' Mauricio Parra 61' Rubén Arocha 66' Yonathan del Valle 70' Carlos Fernández 82' | wissels      | 65' Josué Martínez 65' Jorge Davis 84' Kevin Sancho 90+3' Óscar Seravalli 90+5' Roberto Mudarra |

### Tiende ontmoeting
| Vriendschappelijk (San José, Costa Rica, 27 juni 2009): |       |           |
| Costa Rica                                              | 1 – 0 | Venezuela |
| Álvaro Saborío 38'                                      | goals |           |

### Elfde ontmoeting
| Vriendschappelijk (Puerto La Cruz, Venezuela, 9 februari 2011): |              | |
| Venezuela | 2 – 2        | Costa Rica |
| José Salomón Rondón 24' José Salomón Rondón 80' | goals        | 7' Bryan Oviedo 60' Marco Ureña |
| César Farias | bondscoach   | Ricardo La Volpe |
| Dani Hernández Roberto Rosales 90' Oswaldo Vizcarrondo Grenddy Perozo Gabriel Cichero Tomás Rincón Luis Manuel Seijas 67' Juan Arango César González 71' José Salomón Rondón Nicolás Fedor 71' | opstellingen | Keylor Navas Bryan Oviedo Dave Myrie Darío Delgado Dennis Marshall 69' Randall Azofeifa José Miguel Cubero Heiner Mora 69' Cristian Bolaños 46' Randall Brenes Marcos Ureña |
| Alejandro Guerra 67' Evelio Hernández 71' Daniel Arismendi 71' Ángel Chourio 90' | wissels      | 46' Diego Madrigal 69' David Guzmán 69' César Elizondo |
| Grenddy Perozo 2' José Salomón Rondón 45+1' Tomás Rincón 61' | gele kaarten | 35' José Miguel Cubero 39' Darío Delgado 61' Randall Azofeifa |
| | rode kaarten | 5' Ricardo La Volpe |

### Twaalfde ontmoeting
| Vriendschappelijk (Barquisimeto, Venezuela, 22 december 2011): |              | |
| Venezuela | 0 – 2        | Costa Rica |
| | goals        | 41' Rodney Wallace 53' José Miguel Cubero |
| César Farías | bondscoach   | Jorge Luis Pinto |
| Alan Liebeskind Gabriel Cichero 79' Grenddy Perozo Francisco Flores 58' Alexander González 43' Darwin Machís 59' Angelo Peña 58' Miguel Mea Vitali José Velázquez Emilio Rentería 73' Edgar Pérez | opstellingen | Daniel Cambronero Gonzalo Segares Dave Myrie Roy Miller Giancarlo González 72' Rodney Wallace 66' Yeltsin Tejeda José Cubero 75' Jonathan McDonald 87' Randall Brenes Kenny Cunningham |
| Carlos Rivero 43' Angel Chourio 58' Hermes Palomino 58' Juan Guerra 59' Josef Martínez 73' Andrés Rouga 79'                                                                                       | wissels      | 66' Eduardo Valverde 72' Pedro Leal 75' Jairo Arrieta 87' Allen Guevara |
| Gabriel Cichero ??' José Velázquez ??' | gele kaarten | ??' Gonzalo Segares ??' Dave Myrie ??' Giancarlo González ??' Kenny Cunningham |
| - Debuut van Alan Liebeskind en Darwin Machís voor Venezuela. |              | |

### Dertiende ontmoeting
| Vriendschappelijk (Barinas, Venezuela, 2 februari 2016): |              | |
| Venezuela | 1 – 0        | Costa Rica |
| Wilker Ángel 89' | goals        | |
| Noel Sanvicente | bondscoach   | Óscar Ramírez |
| José Contreras Mikel Villanueva Ángel Faría Daniel Benítez Wilker Ángel Yeferson Soteldo Johan Moreno 54' Luis González 79' Arles Flores 90' Arquímedes Figuera 78' Richard Blanco                                                    | opstellingen | Marco Madrigal Kendall Waston 78' José Mena Waylon Francis Johnny Acosta Allan Miranda 56' Daniel Colindres 76' Randall Azofeifa 90' Júnior Alvarado Johan Venegas David Ramírez |
| Andrés Ponce 54' Angelo Peña 79' Rafael Acosta 78' Javier García 90' | wissels      | 56' Kenny Cunningham 76' Luis Valle 78' Jordan Smith 90' José Sánchez |
| Mikel Villanueva 55' | gele kaarten | 58' Kendall Waston 70' Randall Azofeifa |
| | rode kaarten | 42', 43' Johan Venegas ??', 65' David Ramírez |
| - Debuut van Luis González (Mineros de Guayana), José Contreras (Deportivo Táchira) en Mikel Villanueva (Atlético Malagueño) voor Venezuela. - Debuut van Júnior Alvarado (Belén FC) en Allan Miranda (CS Herediano) voor Costa Rica. |              | |

### Veertiende ontmoeting
| Vriendschappelijk (San José, Costa Rica, 27 mei 2016): |              | |
| Costa Rica | 2 – 1        | Venezuela |
| Cristian Gamboa 41' Ariel Rodríguez 50' | goals        | 30' José Salomón Rondón |
| Óscar Ramírez | bondscoach   | Rafael Dudamel |
| Patrick Pemberton 46' Cristian Gamboa Óscar Duarte 51' Johnny Acosta Kendall Waston Ronald Matarrita Celso Borges 63' Christian Bolaños 60' Bryan Ruiz Joel Campbell Álvaro Saborio 46' | opstellingen | José Contreras 53' Alexander González 77' Rolf Feltscher 77' Oswaldo Vizcarrondo Wilker Ángel Tomás Rincón 53' Rómulo Otero Juanpi Añor 74' Arquímedes Figuera Josef Martínez José Salomón Rondón |
| Leonel Moreira 46' Ariel Rodríguez 46' Francisco Calvo 51' Johan Venegas 60' Yeltsin Tejeda 63'                                                                                         | wissels      | 53' Alejandro Guerra 53' Victor García 74' Christian Santos 77' José Velázquez 77' Mikel Villanueva                                                                                               |
| Ronald Matarrita 72' | gele kaarten | 70' Arquímedes Figuera |
| - Debuut van Ariel Rodríguez (Bangkok Glass) voor Costa Rica. |              | |

FEDEFUTBOL · A-internationals · Selecties · Bondscoaches · Costa Ricaans vrouwenelftal · Costa Rica U21 · Costa Rica U20 · Costa Rica U19 · Costa Rica U18 · Costa Rica U17
1920 – 1949 ·
1950 – 1969 ·
1970 – 1979 ·
1980 – 1989 ·
1990 – 1999 ·
2000 – 2009 ·
2010 – 2019 ·
2020 − 2029
Copa América 1997 · 
Copa América 2001 · 
Copa América 2004 · 
Copa América 2011 · 
Copa América 2016
WK 1990 · 
WK 2002 · 
WK 2006 · 
WK 2014 · 
WK 2018
OS 1980 · 
OS 1984 · 
OS 2004
1921 · 
1922–1929 · 
1930 · 
1931–1934 · 
1935 · 
1936–1937 · 
1938 · 
1939 · 
1940 · 
1941 · 
1942 · 
1943 · 
1944–1945 · 
1946 · 
1947 · 
1948 · 
1949 · 
1950 · 
1951 · 
1952 · 
1953 · 
1954 · 
1955 · 
1956 · 
1957 · 
1958 · 
1959 · 
1960 · 
1961 · 
1962 · 
1963 · 
1964 · 
1965 · 
1966 · 
1967 · 
1968 · 
1969 · 
1970 · 
1971 · 
1972 · 
1973 · 
1974–1975 · 
1976 · 
1977–1978 · 
1979 · 
1980 · 
1981–1982 · 
1983 · 
1984 · 
1985 · 
1986 · 
1987 · 
1988 · 
1989 · 
1990 · 
1991 · 
1992 · 
1993 · 
1994 · 
1995 · 
1996 · 
1997 · 
1998 · 
1999 · 
2000 · 
2001 · 
2002 · 
2003 · 
2004 · 
2005 · 
2006 · 
2007 · 
2008 · 
2009 · 
2010 · 
2011 · 
2012 · 
2013 · 
2014 · 
2015 · 
2016 · 
2017 ·
2018 ·
2019 ·
2020 ·
2021 ·
2022 ·
2023 ·
2024
Argentinië ·
Aruba ·
Australië ·
Barbados ·
België ·
Belize ·
Bermuda ·
Bolivia ·
Bosnië en Herzegovina ·
Brazilië ·
Canada ·
Chili ·
China ·
Colombia ·
Cuba ·
Curaçao ·
Dominicaanse Republiek ·
Duitsland ·
Ecuador ·
El Salvador ·
Engeland ·
Finland ·
Frankrijk ·
Grenada ·
Griekenland ·
Guatemala ·
Guyana ·
Haïti ·
Honduras ·
Hongarije ·
Ierland ·
Iran ·
Italië ·
Jamaica ·
Japan ·
Joegoslavië ·
Kameroen ·
Marokko ·
Mexico ·
Nederland ·
Nederlandse Antillen ·
Nicaragua ·
Nieuw-Zeeland ·
Nigeria ·
Noord-Ierland ·
Noorwegen ·
Oekraïne ·
Oezbekistan ·
Oman ·
Oostenrijk ·
Panama ·
Paraguay ·
Peru ·
Polen ·
Puerto Rico ·
Qatar ·
Rusland ·
Saint Kitts en Nevis ·
Saint Vincent en de Grenadines ·
Saoedi-Arabië ·
Schotland ·
Servië ·
Slowakije ·
Sovjet-Unie ·
Spanje ·
Suriname ·
Trinidad en Tobago ·
Tsjechië ·
Tsjecho-Slowakije ·
Tunesië ·
Turkije ·
Uruguay ·
Venezuela ·
Verenigde Arabische Emiraten ·
Verenigde Staten ·
Wales ·
Zuid-Afrika ·
Zuid-Korea ·
Zweden ·
Zwitserland
Brazilië (2018) ·
China (2002) · 
Duitsland (2006) · 
Ecuador (2006) · 
Engeland (2014) · 
Griekenland (2014) · 
Italië (2014) ·
Nederland (2014) · 
Polen (2006) · 
Servië (2018) ·
Spanje (2022) ·
Turkije (2002) · 
Uruguay (2014) ·
Zwitserland (2018)
FVF · A-internationals · Selecties · Bondscoaches · Statistieken · Venezolaans vrouwenelftal · Olympisch elftal · Venezuela U21 · Venezuela U20 · Venezuela U19 · Venezuela U18 · Venezuela U17
1938 – 1949 ·
1950 – 1959 ·
1960 – 1969 ·
1970 – 1979 ·
1980 – 1989 ·
1990 – 1999 ·
2000 – 2009 ·
2010 – 2019 ·
2020 – 2029
1938 · 
1939–1945 · 
1946 · 
1947 · 
1948 · 
1949 · 1950 · 
1951 · 
1952 · 1953 · 1954 · 
1955 · 
1956 · 
1957–1964 · 
1965 · 
1966 · 
1967 · 
1968 · 
1969 · 
1970 · 
1971 · 
1972 · 
1973 · 
1974 · 
1975 · 
1976 · 
1977 · 
1978 · 
1979 · 
1980 · 
1981 · 
1982 · 
1983 · 
1984 · 
1985 · 
1986 · 
1987 · 
1988 · 
1989 · 
1990 · 
1991 · 
1992 · 
1993 · 
1994 · 
1995 · 
1996 · 
1997 · 
1998 · 
1999 · 
2000 · 
2001 · 
2002 · 
2003 · 
2004 · 
2005 · 
2006 · 
2007 · 
2008 · 
2009 · 
2010 · 
2011 · 
2012 · 
2013 · 
2014 · 
2015 · 
2016 · 
2017 ·
2018 ·
2019 ·
2020 ·
2021 ·
2022 ·
2023 ·
2024
Angola ·
Argentinië ·
Aruba ·
Australië ·
Bahama's ·
Bermuda ·
Bolivia ·
Brazilië ·
Canada ·
Chili ·
China ·
Colombia ·
Costa Rica ·
Cuba ·
Dominicaanse Republiek ·
Ecuador ·
El Salvador ·
Estland ·
Guatemala ·
Guinee ·
Haïti ·
Honduras ·
IJsland ·
Iran ·
Italië ·
Jamaica ·
Japan ·
Joegoslavië ·
Malta ·
Mexico ·
Moldavië ·
Nederlandse Antillen ·
Nicaragua ·
Nieuw-Zeeland ·
Nigeria ·
Noord-Korea ·
Oezbekistan ·
Oostenrijk ·
Panama ·
Paraguay ·
Peru ·
Puerto Rico ·
Saoedi-Arabië · 
Spanje ·
Syrië ·
Trinidad en Tobago ·
Uruguay ·
Verenigde Arabische Emiraten ·
Verenigde Staten ·
Zuid-Korea ·
Zweden ·
Zwitserland